# Guido Agosti
Guido Agosti (ur. 11 sierpnia 1901 w Forlì, zm. 2 czerwca 1989 w Mediolanie) – włoski kompozytor, pianista i pedagog muzyczny.

## Życiorys
W dzieciństwie uczył się gry na fortepianie, po raz pierwszy wystąpił publicznie w wieku 8 lat. Kształcił się w konserwatorium w Bolonii u Ferruccio Busoniego, Bruno Mugelliniego i Filippo Ivaldiego. Dyplom uzyskał w wieku 13 lat. Studiował też literaturę na Uniwersytecie Bolońskim. Od 1921 roku występował jako solista i kameralista, koncertował też z orkiestrami. Wykładał w konserwatoriach w Wenecji (1934–1940) i Rzymie (1941–1945). Od 1947 do 1963 roku prowadził klasę fortepianu w Accademia Musicale Chigiana w Sienie. W latach 1963–1967 był wykładowcą Hochschule für Musik w Weimarze. W 1972 roku prowadził wykłady na Akademii Sibeliusa w Helsinkach.
Był jurorem III (1937), V (1955), VI (1960) i VIII (1980) Międzynarodowego Konkursu Pianistycznego im. Fryderyka Chopina. Komponował utwory fortepianowe i pieśni. Opublikował pracę Osservazioni intorno alla tecnica pianistica (Siena 1943).